# Pleickhard von Helmstatt

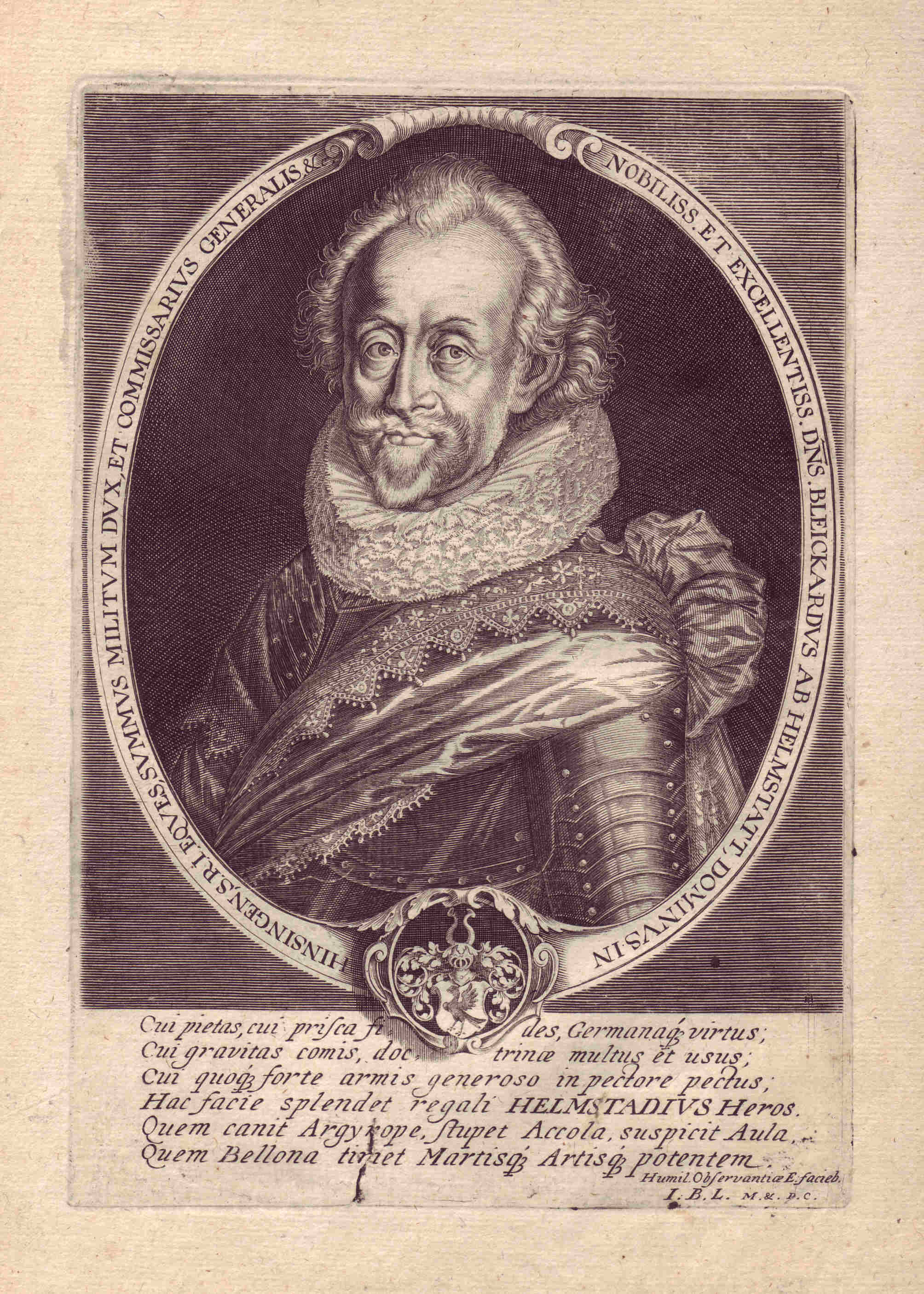
Pleickhard von Helmstatt, Herr von Hingsingen (1571–1636)

Pleickhard von Helmstatt (* 20. März 1571; † 1636 in Metz) war Herr von Hingsingen und Genealoge. Er folgte seinem Vater als Marschall der Kurpfalz, wurde 1608 Stellvertreter des Kurfürsten Friedrich IV. und 1612 von Kaiser Matthias zum Ritter geschlagen. Durch seine Ehen mit Walpurga von Neipperg und mit Anna Margareta von Liebenstein begründete er den Hingsinger Zweig der Familie der Herren von Helmstatt.

## Leben
Pleickhard war der zweite Sohn des kurpfälzischen Obermarschalls und Rats Johann Philipp von Helmstatt († 1594) aus dessen erster Ehe mit Agnes Landschadin († 1580), Tochter Pleickhards Landschad von Steinach. Er studierte in Heidelberg, wo er zusammen mit seinem älteren Bruder Johann Weiprecht am 15. August 1588 immatrikuliert wurde. Später trat er in kurpfälzische Hofdienste. Im August 1600 begleitete er als Untermarschall den Kurfürsten Friedrich IV. zu einer fürstlichen Kindtaufe nach Kassel und besuchte am 29. und 30. August mit seinem Herrn die Burg zu Friedberg in der Wetterau, wo er als seinen Wahlspruch einschrieb »Plus penser que dire«.
Bei der Wahl und Krönung des Kaisers Matthias zu Frankfurt im Jahre 1612 trug er dem Pfalzgrafen Johann II. das Schwert voran und wurde von dem Kaiser zum Ritter geschlagen. Im selben Jahr war er mit der pfälzischen Gesandtschaft in England, um die Vermählung Friedrichs V. mit Elisabeth Stuart einzuleiten. 1619 wurde er von den evangelischen Ständen zum Generalkommissär über die Armee ernannt und begleitete den Winterkönig als Obermarschall nach Prag. In einer Urkunde von 1620 wird er tituliert als Herr zu Heinsingen, der Königl. Majestät in Böheimb Geheimer Rath und Cammerer, auch der Hochlöbl. Union General-Commissarius, Obrister und Ritter.
1622 kämpfte er in der Schlacht bei Wimpfen als Oberst des Markgrafen Georg Friedrich von Baden gegen die katholischen Truppen unter Tilly. Nach der Niederlage trat er in württembergische Dienste, wo er zu Michaelis 1622 Landhofmeister und Geheimer Regierungsrat, am 27. August 1625 Obervogt zu Marbach wurde. Als 1633 die Schweden Herren der Bergstraße waren, wurde er von ihnen mit vielen Lehen beschenkt; nach ihrer Vertreibung 1634 verlor er alles wieder. Er war von 1633 bis zum Abzug der Schweden aus dem Neckartal 1634 Herr über Rothenberg, das er als schwedische Kriegsbeute erhalten hatte. Auch Hirschhorn, dessen er sich nach dem Tode seines Schwiegersohnes Friedrich von Hirschhorn, des letzten seines Geschlechts, im Jahr 1632 mit Hilfe der Schweden bemächtigt hatte, musste er 1634 an den Kurfürsten Anselm Kasimir von Mainz herausgeben. Er starb 1636 zu Metz und wurde 1663 mit seiner zweiten Gemahlin in der Familiengruft zu Neckarbischofsheim beigesetzt.

## Familie
Pleickhard schloss 1600 seine erste Ehe mit Waldburga von Neipperg († 16. März 1604), Tochter Philipps von Neipperg und der Elisabeth Göler von Ravensburg. In zweiter Ehe nahm er 1607 Anna Margareta von Liebenstein zur Frau, Tochter Albrechts von Liebenstein und der Margareta von Rosenberg.

## Werk
Pleickhard hinterließ einen dicken handschriftlichen Sammelband mit über hundert Stammtafeln süddeutscher Adelsgeschlechter. Die Handschrift wird in der Universitäts- und Landesbibliothek Darmstadt verwahrt.

## Belege
1. ↑  Gustav Toepke (Hrsg.): Die Matrikel der Universität Heidelberg (2. Teil): Von 1554 - 1662 ; nebst einem Anh. enth.: 1. Matricula univ. 1663 - 1668 ... — Heidelberg, 1886, S. 140

| Personendaten    | Personendaten                     |
| ---------------- | --------------------------------- |
| NAME             | Helmstatt, Pleickhard von         |
| KURZBESCHREIBUNG | Herr von Hingsingen und Genealoge |
| GEBURTSDATUM     | 20. März 1571                     |
| STERBEDATUM      | 1636                              |
| STERBEORT        | Metz                              |